# Sian Ka’an Bioszféra-rezervátum
A Sian Ka’an Bioszféra-rezervátum Mexikó legnagyobb tengeri természetvédelmi területe. Számos, a területen élő őshonos és veszélyeztetett állat- és növényfaja, az itt előforduló ökoszisztémák sokfélesége, a fenntartható fejlődésben betöltött szerepe és a rezervátum területén talált maja kultúra nyomai miatt 1986-ban az UNESCO Ember és Bioszféra Programjának részévé vált, majd 1987-ben felkerült a Világörökségek listájára. A bioszféra-rezervátum területén élő emberek száma kétezerre tehető, többségük a tengerparton él főleg olyan halászfalvakban, mint Punta Allen és Punta Herrero. A rezervátum földjének mintegy egy százaléka van magánkézben.

## Földrajzi elhelyezkedése

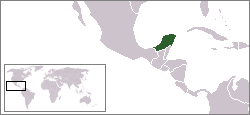
A Yucatán-félsziget

A Sian Ka’an Bioszféra-rezervátum a Yucatán-félsziget keleti partján, Quintana Roo szövetségi államban található. A rezervátum 5280 km² felölelő része északról délre 120 km hosszan terül el. Határait ahol lehetett természeti jellemzők alapján jelölték ki: keleten a Karib-tenger és az itt található, a világon második legnagyobb korallzátony határolja, délkeleten a mocsarak és a félörökzöld erdők, délen pedig pedig a Chetumal és az Espíritu Santo öblök vízgyűjtő medencéje jelentik a földrajzi határokat.

## Geológiája
Sian Ka’an egy olyan mészkőtáblán fekszik, mely a tengerszint alatt a világ második legnagyobb korallzátonyaként folytatódik Közép-Amerika keleti partvonala mentén. Ez a mészkőtábla az utolsó jégkorszak során emelkedett ki a tengerből. Ekkor a friss esővíz keresztülfolyt a mészkőrétegen és erodálta azt. A mállás során jöttek létre a Yucatán-félszigetet jellemző mészkővájatok, más néven dolinák. A területen a víztartó réteg közel van a felszínhez – sehol sincs 8 méternél mélyebben. Az esővíz keresztülfolyik a homokos termőtalajon és a mészkőrétegen, ezért a víz az egész rezervátum területén rendkívül tiszta. Mivel az esővíz hamar elfolyik, a felszíni folyók nem jellemzőek. A felszín alatt azonban sok patak ered, melyek a összeköttetésben állnak a dolinákkal, és végül a tengerrel. A magas talajvíznek köszönhetően az esős évszakban a rezervátum nagy része víz alatt áll.

## Éghajlata
A rezervátum éghajlata trópusi, nyári esőzésekkel és időnként kialakuló ciklonok jellemzik. Bár a rezervátum területén nincs meteorológiai megfigyelőállomás, több állomást is találhatunk 25 kilométeres körzetben. Az esős évszak májustól októberig tart, az évi csapadékmennyiség eléri az 1120 -1280 millimétert. A legcsapadékosabb hónap a szeptember. Az évi átlaghőmérséklet 25,4 °C. Májustól novemberig az uralkodó széljárás az északi, mely a 100 km/h sebességet is elérheti. Az átlagos páratartalom 80% körüli. Májustól októberig erős víztölcsérek, tengeri tornádók is kialakulhatnak. 1995-ben a Roxanne hurrikán hatalmas pusztítást okozott a rezervátum területén.

## Növényzete

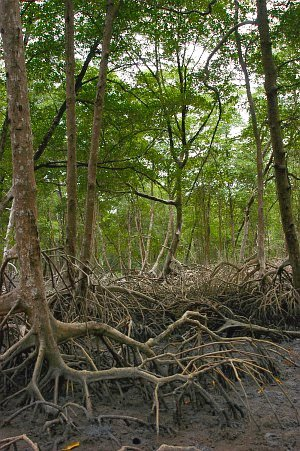
Vörös mangroveerdő

A területre több ökoszisztéma jellemző: félörökzöld erdők, lombhullató erdők, pálmaszavanna-alakzatok, ártéri erdők, édes- és tengervízi lápvidék, a vízből kiemelkedő, lapos szigetek hammockok, mangroveerdők, dűnék és korallszigetek. 859 edényes növényfajt, 15 különböző, a harasztok törzsébe tartozó fajt, 21 a mohák törzsébe tartozó növényt és 159 különböző algafajt jegyeztek fel a területen. A félörökzöld erdők mintegy 105.5 hektár területen találhatók a szárazon álló területeken. 120 különböző fa- és cserjefélét határoztak meg: szapotafafélék, balzsamfafélék, pillangósvirágúak, pálmafafélék gyakoriak. Az ártéri területekre a kékfa, kokacserje, és pálmafélék jellemzik. Négy mangrovefaj található itt: a vörös mangrove, a fekete mangrove, a fehér mangrove és a Conocarpus erectus.

## Állatvilága
103 különböző gerincest jegyeztek itt fel, köztük ötféle nagymacskát: jaguár, puma, ocelot, a hosszúfarkú macska és a jaguarundi megfigyelhetők a rezervátum területén. De előfordul a közép-amerikai tapír, Geoffroy-pókmajom, mexikói bőgőmajom, farksodró, fehérfarkú szarvas, dolmányos hangyász is. 
A zátony számos állat otthonául szolgál, melyek között több veszélyeztetett faj is megtalálható. Homár, languszta, egzotikus halak sokaságának jelent életteret és menedéket a part és a korallzátony között meghúzódó lagúna. Jellemző a térségre a karibi manátusz előfordulása. A partszakasz nagyon fontos az élővilág szempontjából, május és augusztus között ez a terület négy veszélyeztetett tengeri teknős, az ál-cserepesteknős, közönséges levesteknős, közönséges cserepesteknős és a kérgesteknős költőhelye.
A brakkvizű lagúnák, melyek a tengervíz és az édesvíz keveredéséből jönnek létre a púpos krokodil és a hegyesorrú krokodil otthona.
A félsziget a madarak számára is maga a paradicsom. Többek között kolibrik, szulák, marabuk, gémek, flamingók találhatók a területen. Összesen 350 különböző madárfajt figyeltek itt meg ebből 16 ragadozó madárfaj.

## Maja kultúra

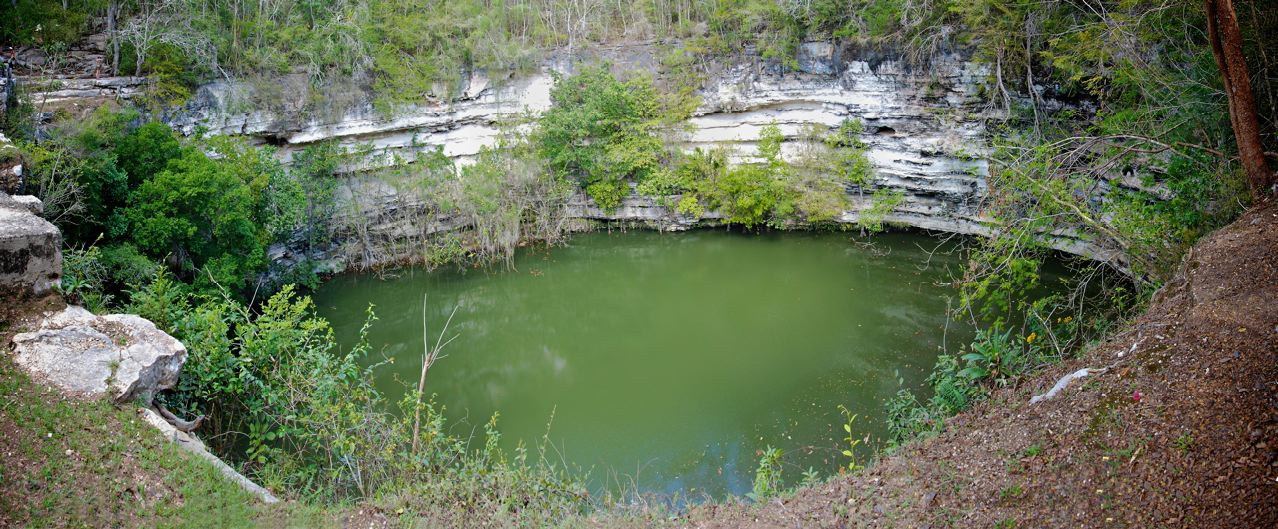
Egy cenote Mexikóban

Sian Ka’an erdeiben virágzott az ősi maja civilizáció. Úgy tartják, hogy a szigetet a prekalsszikus és klasszikus korban lakták. A rezervátum területén 23 régészeti lelőhely található, ahol emberi maradványokat, cserépdarabokat és más leleteket találtak az ásatások során, melyek kora 2300 évesre tehető. Az ásatások szerint a maják még jóval Tulum és Chichén Itzá megalapítása előtt letelepedtek ezen a területen. 
A maja legenda szerint az idők kezdetén csupán a végtelen ég és a tenger létezett. Az istenek a tengerből teremtették a földet, az élőlényeket, és az embert. Sian Ka’an jelentése maja nyelven „az ég ajándéka” vagy „az ég kezdete”. A települések leginkább egy-egy dolina mellett alakultak ki. A maják a dolinákat cenotéknek, szent helyeknek nevezték, úgy tartották, hogy az istenek ezekben a vízzel teli mélyedésekben élnek. A cenotéket áldozati kutakként használták és a száraz évszakban itt imádkoztak esőért. A rezervátum legészakibb részéről úgy tartják, Tulum és Muyil közötti ősi maja kereskedelmi útvonal lehetett, mely lagúnákon és mangrovemocsarakon vezet keresztül.

## Megőrzése
A rezervátumban található a Cientro Ecologice Sian Ka’an, egy olyan ökoturisztikai és oktatási központ, mely programjával mintául szolgál a sérülékeny trópusi területek fenntartható fejlődésére. A túrák szervezéséből, halászatból, a turisták számára kialakított szálláshelyekből és különböző programok szervezéséből befolyó összeget a rezervátumban megvalósított természetvédelmi és oktatási célokra használják fel. A központ önfenntartó rendszereket működtet, mint például az esővíz felhasználása, szél- és napenergia hasznosítása. Emellett segítséget nyújt az oktatásban és a biológiai kutatásokban is.
1993-ban Mexikó kormánya és a Világbank megállapodást kötött tíz mexikói rezervátum finanszírozásáról a Globális Környezeti Alap keretében. Sian Ka’an területén a program 16 célkitűzése között szerepel a környezetvédelem, megfigyelés, a környezet helyreállítása, archeológiai és kulturális védelem, turizmus szabályozása és az infrastruktúra. Szabályozták a fakivágást, a vadászatot, az erdő javainak kihasználását. A területen több nonprofit szervezet együttműködésével oktatóprogramokat szerveznek.

## Külső hivatkozások
- UNESCO World Heritage Centre (angol)
- United Nations Environment Programme - World Conversation Monitoring Centre (angol)
- UNESCO Culture (angol)
- Centro Ecológico Sian Ka’an (angol és spanyol)
- Sian Ka’an Tours (angol)
- The Christian Science Monitor - Sian Ka’an is for the birds and other creatures (angol)